# Willem Boudewijn Donker Curtius van Tienhoven

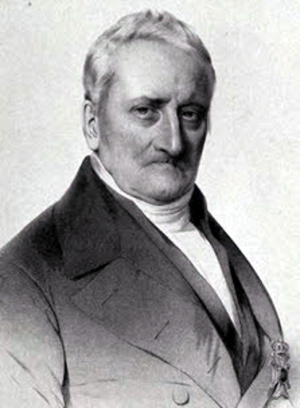

Willem Boudewijn Donker Curtius van Tienhoven  (* 29. Dezember 1778 in ’s-Hertogenbosch; † 16. April 1858 in Den Haag), Herr auf Tienhoven, war ein niederländischer Politiker. Er war der Bruder des Justizministers Dirk Donker Curtius.

## Leben
Donker Curtius studierte die Rechte, praktizierte in Den Haag und Dordrecht und war von 1800 bis 1810 Mitglied des Obergerichtshofes von Südholland. 1813 rief er in Dordrecht zuerst den Prinzen von Oranien zum Souverain der Niederlande aus, wurde Distriktskommissär und dann Generalkommissär, nahm als solcher Breda und Nordbrabant für Oranien in Besitz, wurde 1825 Mitglied der Generalstaaten für Südholland und wurde von da an jedes Mal neu gewählt.
1828 gehörte er zu der Reorganisationskommission für den höheren Unterricht und 1830, nach dem belgischen Aufstand, zu der Kommission, welche zur Teilung und Regulierung der beiden Teile des Königreichs niedergesetzt wurde. 1831 wurde er Präsident des ersten Gerichtshofes in Den Haag und starb 1843 als Vizepräsident des Hohen Rathes der Niederlande.
1855 wurde ihm der Ehrentitel eines Staatsministers verliehen.

## Werke
- Beiträge zur Kenntniß des Wasserstaates in Holland. 1819.
- Prüfung und Widerlegung des 1829 vorgelegten bürgerlichen Strafgesetzentwurfes. 1829.
- Opinions sur le code de commerce. 1826.